# Gnophos calceata
Gnophos calceata là một loài bướm đêm trong họ Geometridae.